# ليرز أوف فير
ليرز أوف فير (بالإنجليزية layers of fear ) أو (طبقات من الخوف) هي لعبة فيديو من نوع رعب نفسي وألغاز طورتها بلوبير تيم ونشرتها شركة أسباير وهي متوفرة في مايكروسوفت ويندوز وبلاي ستيشن والأندرويد، وقد نالت إعجاب كثير من الاعبين وحصلت على عدة جوائز عالمية و شهرة واسعة في مجال العاب الرعب.

## القصة
تدور احدات اللعبة في سنة 1920 عن رسام مضطرب نفسيا يدخل إلى قصر فكتوري مسكون لرسم لوحة فنية، ينتقل الاعب في قصر محاولاً جمع المكونات لإتمام لوحته الفنية يواجه الاعب عدة مواقف مرعبة و غير مفهومة أحياناً.

## طريقة اللعب
اللعبة من منظور الشخص الأول، و تحتوي على 6 المستويات ومع كل مستوى تزداد اللعبة رعباً وكذالك مخاوف القفز بشكل متكرر.

## النشر
تم نشر العبة بواسطة شركة أسباير حول العالم، في 16 فبراير 2016 وتم نشر تتمة اللعبة في 21 فبراير 2018 بعنوان (طبقات من الخوف الإرث.

مراجع
1. ↑  Epic Games Store, 16.12.1 (باللغات المتعددة), 6 Dec 2018, QID:Q59510068
2. ↑  GOG.com (بالإنجليزية والألمانية والفرنسية والروسية), QID:Q1486288
3. 1 2  ستيم، 1.0.0.81، 1.0.0.82، 12 سبتمبر 2003، QID:Q337535
4. ↑  Humble Store (بالإنجليزية), QID:Q42328566

## وصلات خارجية
- ليرز أوف فير على موقع IMDb (الإنجليزية)